# امامزاده عسگری شهرآباد
امامزاده عسگری شهرآباد مربوط به دوره قاجار است و در شهرستان فیروزکوه، روستای دهین واقع شده و این اثر در تاریخ ۲۸ دی ۱۳۷۹ با شمارهٔ ثبت ۲۹۶۴ به‌عنوان یکی از آثار ملی ایران به ثبت رسیده است.